# نیک ریماندو
نیک ریماندو (انگلیسی: Nick Rimando؛ زادهٔ ۱۷ ژوئن ۱۹۷۹) یک بازیکن فوتبال اهل ایالات متحده آمریکا است.
وی همچنین در تیم ملی فوتبال ایالات متحده آمریکا بازی کرده‌است.